# Herrenstein (Gerswalde)

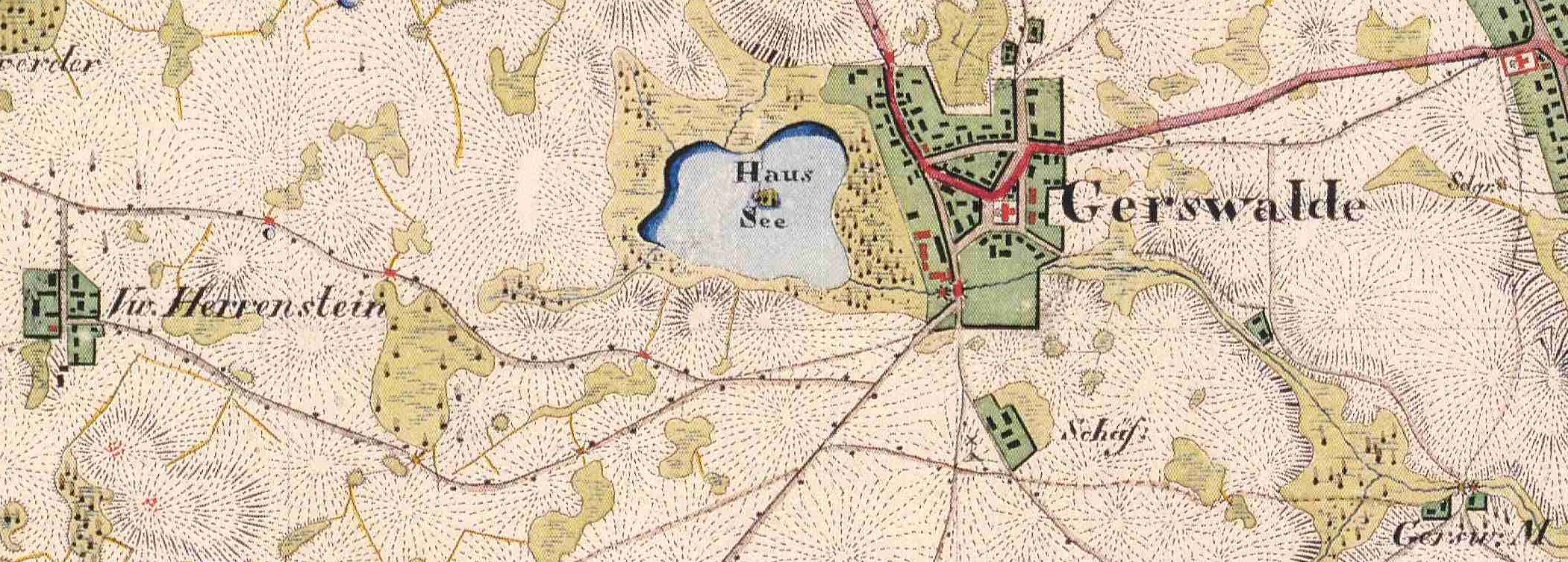
Gerswalde und Herrenstein auf dem Urmesstischblatt 2848 Gerswalde von 1826

Herrenstein ist ein Gemeindeteil von Gerswalde im Landkreis Uckermark (Brandenburg). Der Ort wurde 1755 als Vorwerk und Molkerei des Rittergutes Gerswalde neu aufgebaut. Es wurde aber erst 1821 formal benannt.

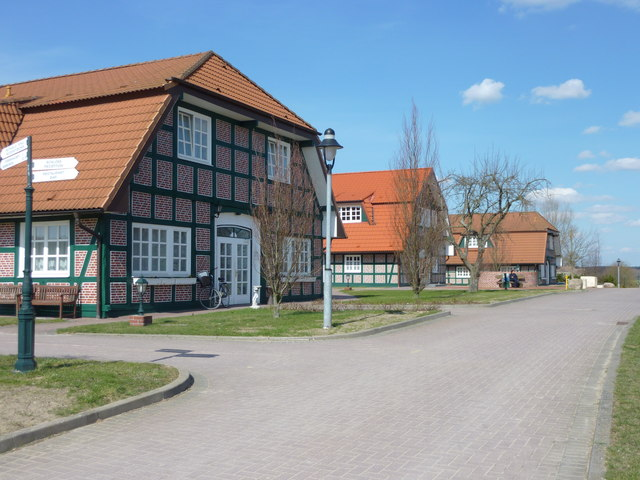
Sport- und Freizeitanlagen bei Schloss Herrenstein

## Lage
Herrenstein liegt knapp 2,5 km westlich vom Ortskern von Gerswalde und ist über die Herrensteiner Straße und K7350 von Gerswalde aus direkt zu erreichen. Die Bebauung erstreckt sich entlang der K7350 aber auch an der Straße zum Schloss, das ca. 400 m südlich der K7350 liegt. Herrenstein liegt auf etwa 74 m ü. NHN. Der Bereich des Schlosses ist durch die Denkmalsatzung der Gemeinde geschützt.

## Geschichte
1755 gründete Otto von Arnim von Gerswalde Herrenstein als Vorwerk und Molkerei des Rittergutes in Gerswalde. Im 18. und Anfang des 19. Jahrhunderts wurde das Vorwerk nur das neue Vorwerk, das Vorwerk bei Gerswalde oder auch nur Pächterei genannt, so auch im Schmettauschen Kartenwerk von 1767/87 (Pachterey). Erst 1821 wurde der Ort offiziell Herrenstein benannt. Entsprechend sind auch keine separaten genauen Einwohnerzahlen bis 1840 verfügbar. Von 1856 liegt ein Plan zur Errichtung eines Ziegelofens bei Herrenstein vor. 1860 standen im Ort elf Wohnhäuser und 26 Wirtschaftsgebäude; Herrenstein hatte 146 Einwohner. Der Tierbestand auf dem Vorwerk ist mit 48 Pferden, 47 Stück Rindvieh und 1600 Schafen angegeben. 1890 hatte Herrenstein 111 Einwohner. 1900 standen hier nur noch neun Wohnhäuser.
Nach dem Krieg wurde das Gut enteignet und aufgeteilt. Bis 1960 hatte sich ein LPG Typ I mit 46 Mitgliedern gebildet, die 212 ha Land bewirtschaftete. Sie wurde 1968 an die LPG Typ III in Gerswalde angeschlossen.
1871 standen in Herrenstein elf Wohnhäuser, und 141 Menschen wohnten hier.
| Jahr      | 1821     | 1840 | 1858 | 1871 | 1895 | 1925 |
| Einwohner | über 100 | 146  | 148  | 141  | 111  | 165  |

## Besitzgeschichte
Otto XII von Arnim (1682–1748) auf Gerswalde konnte den früher in drei Teile zersplitterten Besitz in Gerswalde (Roter Hof, Weißer Hof und Kemperhof) wieder in einer Hand vereinen und erhielt 1717 noch einen Gesamtlehenbrief. Er war zweimal verheiratet; in erster Ehe mit Sophie von Eickstedt, in zweiter Ehe 1727 mit Anne Louise von Arnim aus dem Hause Fredenwalde. Aus den zwei Ehen hatte er sieben Söhne, die jeweils Teile des riesigen Besitzes per Los erhielten. Lediglich der älteste Sohn erhielt das Hauptgut Gerswalde ohne Losentscheid.
- Christof Otto (1706–1769), Gerswalde[6]
- Ludolf Valentin von Arnim (1707–1758), der zweite Sohn Ottos, der es in der preußischen Armee bis zum Major brachte, erhielt Blankensee, Gruse und Werder.
- Bogislav Berndt (1712–1783) erhielt die Vorwerke Petznick, Dolgen und das Dorf Jakobshagen
- Valentin Dietlof (1716–1802) erhielt die Vorwerke Fergitz und Zollchow, und eine Hälfte vom Dorf Zollchow
- Otto (1729–1783) das Gut Lemmersdorf und die Prenzlauer Mühlenpächte
- Magnus Wilhelm (1733–1810) erhielt die Vorwerke Böckenberg und Berkenlatten
- der jüngste Sohn Joachim Erdmann (1741–1804) erhielt die Vorwerke Neudorf, Kölpin und das Dorf Kaakstedt.

Christof Otto von Arnim (1706–1769) als Erbe des Rittergutes Gerswalde begründete 1755 auch den Ort Herrenstein. Er war dreimal verheiratet, in erster Ehe mit Beate Veronika von Bredow adH Zützen bei Schwedt, und in zweiter Ehe mit Anna Lucretia von Arras und in dritter Ehe mit Beate Christiane von Arnim adH Sperrenwalde. Christof Otto von Arnim starb 1769 an einem Schlaganfall und hinterließ Gerswalde (mit Herrenstein) seinem Sohn Carl Ludolf (1753–1828)(aus der ersten Ehe), der allerdings zunächst nur Mitbesitzer war. Erst später nach Abfindung der Geschwister wurde er alleiniger Besitzer (1790).
Carl Ludolf war in erster Ehe mit Dorothea Friederike Charlotte von Enckvort verheiratet, in zweiter Ehe mit Johanna Sophia Dorothea Georges, die nach dem Tod von Carl Ludolf in zweiter Ehe Friedrich Wilhelm Richard von Arnim auf Groß Sperrenwalde heiratete. Carl Ludolf von Arnim war kurfürstlicher Geheimrat und Kgl. Preußischer Regierungspräsident zu Minden (Nordrhein-Westfalen). So sind sechs der sieben Kinder der ersten Ehe in Minden geboren, fünf Söhne und eine Tochter. Die Kinder der zweiten Ehe starben im Kindesalter oder jung und hinterließen keine Nachkommen. Die Tochter Caroline Friederike Henriette war Stiftsdame in Neuenheerse, später Seniorin im Jena’schen Fräuleinstift in Halle (Saale). Sie war Dame des Königlich Preußischen Louisenordens. Erbe von Gerswalde war der zweitälteste Sohn Friedrich Wilhelm Carl. Sein älterer Bruder Otto Gustav Friedrich begründete einen neuen Zweig der von Arnim in Meißen bei Minden. Der nächstjüngere Bruder Carl Friedrich Julius erwarb Zollchow und Schwarzensee und der drittjüngste Bruder Heinrich August Friedrich heiratete ebenfalls in Gegend um Minden. Der jüngste Bruder Wilhelm Friedrich Ferdinand fiel als Leutnant des Königreichs Westphalen auf Napoleons Russlandfeldzug 1812 bei Wilna. Carl Ludolf Bernhard von Arnim war nach Übernahme von Gerswalde Abgeordneter des Preußischen Landtags. Er starb am 22. November 1829 in Gerswalde.
Erbe von Gerswalde war der Sohn Friedrich Wilhelm Karl von Arnim (1786–1852). Er war in erster Ehe mit Wilhelmine Sophie Carlotte von Arnim, in zweiter Ehe mit Dorothea Carlotte Maaß verheiratet. Von seinen elf Kinder starben viele sehr jung oder hatten keine Nachkommen. Lediglich drei Kinder, zwei Töchter und ein Sohn waren verheiratet und hatten Kinder. Friedrich Wilhelm Carl von Arnim war von 1817 bis 1831 Landrat des Kreises Templin und von 1831 bis 1832 Polizeipräsident von Berlin. Er starb am 3. Mai 1852 in Gerswalde.
Der einzige überlebende Sohn Arthur Felix Carl von Arnim (1825–1883) erbte nun Gerswalde, Herrenstein und Neutanger sowie die unter seinem Vater aufgebauten Vorwerke und Ackergehöfte Krohnhorst, Briesen und Schwemmpfuhl. Er war mit Franziska Henriette Herbig verheiratet. Arthur Felix Carl von Arnim war Mitglied des preußischen Abgeordnetenhauses. Nach dem General-Adressbuch der Ritterguts- und Gutsbesitzer im Deutschen Reiche von 1879 hatte das Gut Herrenstein eine Größe von 538,56 ha, davon 478,64 ha Acker und 59,92 ha Wiesen. Der Grundsteuerreintrag betrug 8314 Mark. Das Gut wurde von Oberamtmann Albert Türke in Krohnhorst verwaltet. Arthur von Arnim wohnte in Charlottenburg, damals noch bei Berlin. Er starb aber 1883 in Gerswalde.
Ihm folgte sein Sohn Felix Wilhelm Friedrich von Arnim (1862–1919). Er war mit Emily Schalk verheiratet. Nach dem Handbuch des Grundbesitzes im Deutschen Reiche maß das Gut Herrenstein 1885 550 ha, davon 489 ha Acker und 61 ha Wiesen. Ein gewisser Türcke (der vorige Oberamtmann?) war nun Pächter des Gutes Herrenstein.
1907 und auch 1914 hatte Felix von Arnim das Gut Herrenstein an Ferdinand Stühmke verpachtet. Die Größe des Gutes ist mit 558 ha angegeben, davon 490 ha Acker, 60 ha Wiesen und 8 ha Unland. Der Tierbestand betrug 32 Pferde, 131 Stück Rindvieh, davon 42 Kühe, 678 Schafe und 214 Schweine. Der Grundsteuerreintrag ist mit immer noch 8314 Mark beziffert. Nach dem Tod von Felix Wilhelm Friedrich 1919 folgte ihm sein Sohn Adolf Oswald Arthur (1890–1970) nach. 1921 nennt das Handbuch des Grundbesitzes im Deutschen Reich von 1921 als Besitzerin Frau E. von Arnim, Gerswalde (Schloß). 1923 war Herrenstein weiterhin verpachtet (Pächter: Hinz). Die Zahlen in Niekammer's landwirtschaftliche(m) Güter-Adreßbuch von 1923 sind zu 1907 und 1914 identisch, also vermutlich für 1923 nicht mehr aktuell.
Adolf Oswald Arthur von Arnim verkaufte schließlich die Güter Gerswalde, Herrenstein, Krohnhorst und Briesen 1926 an die Landgesellschaft Eigene Scholle Frankfurt (Oder). Adolf Oswald Arthur war Kgl. Preußischer Rittmeister, türkischer Major a. D. und später Kaufmann.
Die Landgesellschaft Eigene Scholle ließ die drei Güter zunächst von einem Verwalter Oemler administrieren. Die Zahlen sind gegenüber 1907, 1914 und 1923 unverändert, und sind wahrscheinlich für 1929 nicht mehr zutreffend. Der Templiner Kreiskalender von 1928 gibt für dieses Jahr einen Pächter namens Fink an.

## Kommunale Geschichte
Herrenstein gehörte zu Anfang seiner Gründung zum Uckermärkischen Kreis der Mark Brandenburg. Mit der Kreisreform von 1816/17 wurde es zusammen mit Gerswalde dem Kreis Templin zugeordnet, der bis 1952 in dieser Form Bestand hatte. In der Kreisreform von 1952 in der damaligen DDR wurde der Kreis Templin neu zugeschnitten und administrativ dem Bezirk Neubrandenburg zugewiesen. In der Brandenburgischen Kreisreform von 1993 wurden die drei Kreise Angermünde, Prenzlau und Templin mit nur kleineren Grenzkorrekturen zum Landkreis Uckermark vereinigt.
Herrenstein wurde als Vorwerk des Rittergutes Gerswalde gegründet. Etwa seit Mitte des 19. Jahrhunderts gehörten die Vorwerke Herrenstein, Krohnhorst und Briesen zum Gutsbezirk Gerswalde, der neben dem Gemeindebezirk bestand. 1874 wurde der Gutsbezirk Gerswalde dem Amtsbezirk 4 Gerswalde des Kreises Templin zugewiesen. Amtsvorsteher war Arthur Felix Carl von Arnim auf Gerswalde, sein Stellvertreter Amtmann Kolbe in Krohnhorst. Herrenstein blieb im Verband des Gutsbezirkes Gerswalde bis zur Vereinigung des Gutsbezirkes Gerswalde mit dem Gemeindebezirk Gerswalde. Herrenstein war 1931 und 1950 ein Wohnplatz von Gerswalde. 1971 war Herrenstein Ortsteil von Gerswalde. Zum 31. Dezember 2001 schlossen sich Friedenfelde, Gerswalde, Groß Fredenwalde, Kaakstedt und Krohnhorst zur neuen Gemeinde Gerswalde zusammen. Herrenstein ist heute ein Gemeindeteil von Gerswalde.

## Gutshaus
Das Gutshaus wurde 1890 im Neobarockstil entweder umfassend umgebaut oder neu gebaut. Nach der Wende war eine Schule darin untergebracht, und Wohnungen eingerichtet. 1994 wurde es zu einem Hotel umgebaut. Auch die Wirtschaftsgebäude wurden umgebaut und in den Hotelkomplex miteinbezogen.

## Anmerkung
1. ↑  Nicht Otto von Arnim wie bei Reisinger angegeben. Der war zur Zeit der Gründung von Herrenstein schon tot.

Koordinaten: 53° 10′ 16″ N, 13° 42′ 53″ O